# Liste der Bodendenkmäler in Lauterhofen
Auf dieser Seite sind die Bodendenkmäler in dem Oberpfälzer Markt Lauterhofen zusammengestellt. Diese Tabelle ist eine Teilliste der Liste der Bodendenkmäler in Bayern. Grundlage ist die Bayerische Denkmalliste, die auf Basis des Bayerischen Denkmalschutzgesetzes vom 1. Oktober 1973 erstmals erstellt wurde und seither durch das Bayerische Landesamt für Denkmalpflege geführt wird. Die folgenden Angaben ersetzen nicht die rechtsverbindliche Auskunft der Denkmalschutzbehörde.

## Bodendenkmäler in Lauterhofen
| Lage                            | Objekt | Akten-Nr.     | Bild |
| ------------------------------- | --- | ------------- | ---- |
| Lauterhofen (Standort)          | Verebnete vorgeschichtliche Grabhügel. | D-3-6534-0005 |      |
| Lauterhofen (Standort)          | Verebnete vorgeschichtliche Grabhügel. | D-3-6534-0006 |      |
| Lauterhofen (Standort)          | Ein verebneter vorgeschichtlicher Grabhügel. | D-3-6534-0008 |      |
| Lauterhofen (Standort)          | Archäologische Befunde des Mittelalters und der frühen Neuzeit im Bereich der Kath. Pfarrkirche St. Willibald in Traunfeld, darunter die Spuren von Vorgängerbauten bzw. älterer Bauphasen.                                   | D-3-6534-0010 |      |
| Lauterhofen (Standort)          | Archäologische Befunde der abgegangenen spätmittelalterlichen Kirche St. Katharina in Traunfeld. | D-3-6534-0013 |      |
| Lauterhofen (Standort)          | Archäologische Befunde und Funde im Bereich des ehem. Schlosses von Deinschwang, zuvor mittelalterliche Burg. | D-3-6634-0058 |      |
| Lauterhofen (Standort)          | Archäologische Befunde und Funde des Mittelalters und der frühen Neuzeit im Bereich der Kath. Pfarrkirche St. Martin in Deinschwang, darunter die Spuren von Vorgängerbauten bzw. älteren Bauphasen.                          | D-3-6634-0059 |      |
| Lauterhofen (Standort)          | Abschnittsbefestigung vor- und frühgeschichtlicher Zeitstellung oder des Mittelalters. | D-3-6634-0067 |      |
| Lauterhofen (Standort)          | Vorgeschichtlicher Bestattungsplatz mit mindestens einem Grabhügel. | D-3-6635-0003 |      |
| Lauterhofen (Standort)          | Vorgeschichtlicher Bestattungsplatz mit mindestens einem Grabhügel. | D-3-6635-0004 |      |
| Lauterhofen (Standort)          | Vorgeschichtlicher Bestattungsplatz mit verebneten Grabhügeln. | D-3-6635-0006 |      |
| Pilsach (Standort)              | Ringwall vor- und frühgeschichtlicher Zeitstellung, vorgeschichtliche Höhensiedlung. | D-3-6635-0008 |      |
| Lauterhofen (Standort)          | Vorgeschichtlicher Bestattungsplatz mit ehemals mindestens sechs Grabhügeln. | D-3-6635-0013 |      |
| Lauterhofen (Standort)          | Vorgeschichtlicher Bestattungsplatz mit Grabhügeln. | D-3-6635-0014 |      |
| Lauterhofen (Standort)          | Spätlatènezeitliche Viereckschanze. | D-3-6635-0021 |      |
| Lauterhofen (Standort)          | Bestattungsplatz des Hallstattzeit mit verebneten Grabhügeln. | D-3-6635-0022 |      |
| Lauterhofen (Standort)          | Höhle Windloch mit vorgeschichtlichen und mittelalterlichen Funden. | D-3-6635-0023 |      |
| Lauterhofen (Standort)          | Untertägige Befunde und Funde des Mittelalters und der frühen Neuzeit im Bereich der profanierten Kirche St. Martin in Lauterhofen.                                                                                           | D-3-6635-0025 |      |
| Lauterhofen (Standort)          | Vorgeschichtliche Wallanlage, Siedlung der Späthallstatt/Frühlatènezeit. | D-3-6635-0033 |      |
| Lauterhofen (Standort)          | Mesolithische Freilandstation, neolithische und bronzezeitliche Höhensiedlung. | D-3-6635-0042 |      |
| Lauterhofen (Standort)          | Mesolithische Freilandstation, urnenfelderzeitliche Siedlung. | D-3-6635-0044 |      |
| Lauterhofen (Standort)          | Vorgeschichtlicher Bestattungsplatz mit Grabhügel. | D-3-6635-0045 |      |
| Lauterhofen (Standort)          | Verebnete vorgeschichtliche Grabhügel. | D-3-6635-0050 |      |
| Lauterhofen (Standort)          | Mittelalterlicher Burgstall. | D-3-6635-0051 |      |
| Lauterhofen (Standort)          | Mittelalterlicher Burgstall. | D-3-6635-0052 |      |
| Lauterhofen (Standort)          | Vorgeschichtlicher Bestattungsplatz mit mindestens vier Grabhügeln. | D-3-6635-0053 |      |
| Lauterhofen (Standort)          | Bestattungsplatz der mittleren Bronzezeit mit ehemals mindestens zehn Grabhügeln. | D-3-6635-0054 |      |
| Lauterhofen (Standort)          | Vorgeschichtlicher Bestattungsplatz mit mindestens einem Grabhügel. | D-3-6635-0055 |      |
| Lauterhofen (Standort)          | Höhle Helmloch mit vorgeschichtlichen Funden. | D-3-6635-0056 |      |
| Lauterhofen (Standort)          | Verebnete vorgeschichtliche Grabhügel. | D-3-6635-0057 |      |
| Lauterhofen (Standort)          | Siedlung der Vor- und Frühgeschichte, des Mittelalters oder der frühen Neuzeit. | D-3-6635-0058 |      |
| Lauterhofen (Standort)          | Vorgeschichtlicher Bestattungsplatz mit verebneten Grabhügeln. | D-3-6635-0062 |      |
| Lauterhofen (Standort)          | Mesolithische Freilandstation. | D-3-6635-0065 |      |
| Kastl (Lauterachtal) (Standort) | Vorgeschichtlicher Bestattungsplatz mit Grabhügeln. | D-3-6635-0072 |      |
| Pilsach (Standort)              | Vorgeschichtlicher Bestattungsplatz mit Grabhügeln. | D-3-6635-0104 |      |
| Lauterhofen (Standort)          | Siedlung der vorgeschichtlichen Metallzeiten. | D-3-6635-0124 |      |
| Lauterhofen (Standort)          | Körpergräber vor- und frühgeschichtlicher Zeitstellung. | D-3-6635-0125 |      |
| Lauterhofen (Standort)          | Archäologische Befunde des Mittelalters und der frühen Neuzeit im Bereich der historischen Marktsiedlung Lauterhofen. | D-3-6635-0128 |      |
| Lauterhofen (Standort)          | Archäologische Befunde und Funde des Mittelalters und der frühen Neuzeit im Bereich der Kath. Expositur- und Wallfahrtskirche Mariä Namen in Trautmannshofen, darunter die Spuren von Vorgängerbauten bzw. älteren Bauphasen. | D-3-6635-0130 |      |
| Lauterhofen (Standort)          | Archäologische Befunde des Mittelalters und der frühen Neuzeit im Bereich der Kath. Pfarrkirche St. Michael und der Kapelle Maria-Hilf in Lauterhofen, darunter die Spuren von Vorgängerbauten bzw. älteren Bauphasen.        | D-3-6635-0145 |      |
| Lauterhofen (Standort)          | Archäologische Befunde im Bereich des ehem. Schlosses Oberlauterhofen, zuvor mittelalterliche Burg. | D-3-6635-0148 |      |
| Lauterhofen (Standort)          | Untertägige Befunde im Bereich der Kapelle St. Willibald, Wunibald und Walburga bei Deinschwang, darunter die Spuren eines frühneuzeitlichen Vorgängerbaus.                                                                   | D-3-6635-0152 |      |
| Lauterhofen (Standort)          | Vorgeschichtlicher Bestattungsplatz mit mindestens zwölf Grabhügeln. | D-3-6635-0153 |      |
| Lauterhofen (Standort)          | Vorgeschichtliche Siedlung. | D-3-6635-0182 |      |
| Lauterhofen (Standort)          | Mesolithische Freilandstation, vorgeschichtliche Siedlung. | D-3-6635-0192 |      |
| Lauterhofen (Standort)          | Siedlungen der Urnenfelderzeit und der Spätlatènezeit. | D-3-6635-0195 |      |
| Lauterhofen (Standort)          | Bronzezeitliche Siedlung, frühmittelalterliche Gräber. | D-3-6635-0196 |      |
| Lauterhofen (Standort)          | Mesolithische Freilandstation, mittelalterlicher Bestattungsplatz. | D-3-6635-0197 |      |
| Lauterhofen (Standort)          | Mittelalterlicher Bestattungsplatz. | D-3-6635-0198 |      |